# Weisslacker

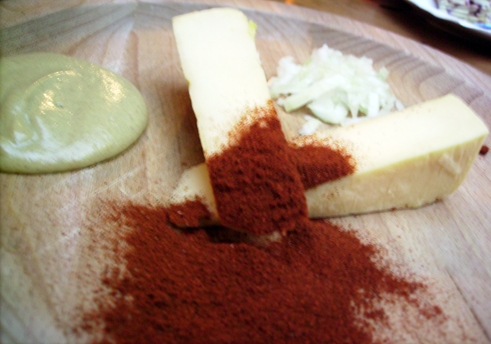

Weisslacker (lit. "branco lavado") ou "Queijo Cerveja" é um tipo de queijo, feito de leite de vaca, originário da Alemanha e conhecido mundialmente hoje em dia. Também produzido nos Estados Unidos, mais especificamente no Wisconsin, é um queijo pungente de superfícis salgada e consistência firme.
É maturado por 7 meses em condições de alta umidade e é muito semelhante ao Limburger, até mesmo o odor forte, mas gosto, paradoxalmente, leve.
Os apreciadores deste queijo recomendam que seja consumido com cerveja (alguns mergulham o queijo dentro do copo), daí seu nome. Muitos acreditam que é um queijo que não deve ser consumido junto com vinho. Este queijo é servido com fatias pequenas de pão de centeio e com cebolas fatiadas. É um prato comum em muitos bares e restaurantes da República Checa, o país com maior consumo per-capita de cerveja do mundo.
O Weisslacker também é chamado de "bierkäse", "bierkaese", "beer kaese" e "queijo cerveja". Este queijo é um ingrediente comum de vários pães, sopas e aperitivos.